# Wir müssen reden
Wir müssen reden ist ein deutscher Kurzfilm, der als Studentenfilm an der DEKRA Hochschule für Medien in Berlin hergestellt wurde. Der Film lief erstmals im Jahr 2017 auf dem deutschen Nachwuchs-Filmfestival Bundes.Festival.Film. Regie führte Ron Jäger.

## Handlung
Oft braucht es keine Worte, um menschliche Gefühle auszudrücken. In „Wir müssen reden“ scheinen viele Dinge zwischen den zwei Protagonisten zu stehen und sie letztlich doch zu verbinden. In nur wenigen Minuten erscheinen wohl jedem Zuschauer andere Ideen, was die beiden wohl bereden müssen. Ein Vater besucht seinen Sohn. Es gibt offenbar etwas Wichtiges zu bereden, doch beiden fällt es schwer, aufeinander zuzugehen.

## Hintergrund
- Der Kurzfilm ist der erste Teil einer persönlichen Reihe des Regisseurs an Vater-Sohn-Geschichten, die die Annäherung und Entfremdung der Generationen beschreiben. Die einzelnen Filme sind zwar in sich geschlossen und losgelöst voneinander, aber konzeptuell miteinander verzahnt. Jeder der Filme der Reihe denkt den Vorgänger wie in einer Chronik fort, wechselt aber stets den Ort sowie das konkrete Figurenensemble. Die Nachfolger des Kurzfilms sind „Scheideweg“, „Inseln“, "Der verlorene Stern" und "Es war einmal ein Sohn", ebenfalls mit Andreas Klinger in der Hauptrolle.
- Im Juni 2017 feierte der Kurzfilm auf dem Bundes.Festival.Film in Mainz seine Premiere.

## Rezeption
Der Kurzfilm erhielt von der Deutschen Film- und Medienbewertungsstelle Wiesbaden das Prädikat „Wertvoll“. In der Jurybegründung dazu heißt es:
„Es bleibt ein Gefühl der Verunsicherung, das sich mit dem Empfinden von Vater und Sohn decken dürfte – insofern erweist sich WIR MÜSSEN REDEN trotz einiger Bedenken und Widerstände am Ende doch als überaus effizient.“
Beim Deutschen Generationenfilmpreis erhielt der Film eine Auszeichnung in der Kategorie „Generationsübergreifend“. Zur Begründung des Preises heißt es vonseiten der Jury weiter:
"Er bietet zahlreiche Interpretationsangebote, rückt zahlreiche Details ins Bild, wobei die dargestellten Symbole mehrdeutig sind. So bleibt dem Zuschauer nichts anderes übrig, als sich in aller Stille selbst Gedanken zu machen. Ron Jäger ist es wunderbar gelungen, mit „Wir müssen reden“ auf filmische Weise vom Bedürfnis zur Kommunikation zwischen den Generationen zu erzählen, ohne alles gleich zu zerreden." (Deutscher Generationsfilmpreis)
Im Jahre 2020 wurde der Film beim Landesfestival Berlin Brandenburg mit vier Preisen ausgezeichnet: Der Kurzfilm gewann den 2. Preis des Filmfestivals sowie Auszeichnungen für die "Beste Kamera", Beste Regie" und den "Besten Kurzspielfilm".

## Filmfestivals (Auswahl)
- 30. Bundes.Festival.Film – Deutscher Generationsfilmpreis | Auszeichnung in der Kategorie Generationsübergreifend[4]
- 24. International Short Film Week Regensburg – Sonderprogramm: Kurzfilm und Schule
- 12. Verdener Kurzfilmtage Filmsalat – Publikumspreis[5]
- Aaretaler Kurzfilmtage[6]
- Boddinale[7]
- Sedicicorto – International Film Festival
- TARATSA International Film Festival
- International Children’s Film Festival Bangladesh[8]